# Oldemiro Balói
Oldemiro Balói, né le 9 avril 1955 à Maputo et mort le 13 avril 2021 à Johannesbourg, est une personnalité politique mozambicaine. Il a été ministre des Affaires étrangères et de la Coopération de 2008 à 2017.

## Biographie
Balói a été vice-ministre de la coopération au début des années 1990, puis ministre de l'Industrie, du Commerce et du Tourisme de 1994 à 1999. Il a ensuite été actif au sein de la Millennium-BIM (Banque internationale du Mozambique), siégeant en tant que membre de son conseil d'administration. Le 10 mars 2008, il a été nommé ministre des Affaires étrangères, en remplacement d'Alcinda Abreu.